# Via Giulia

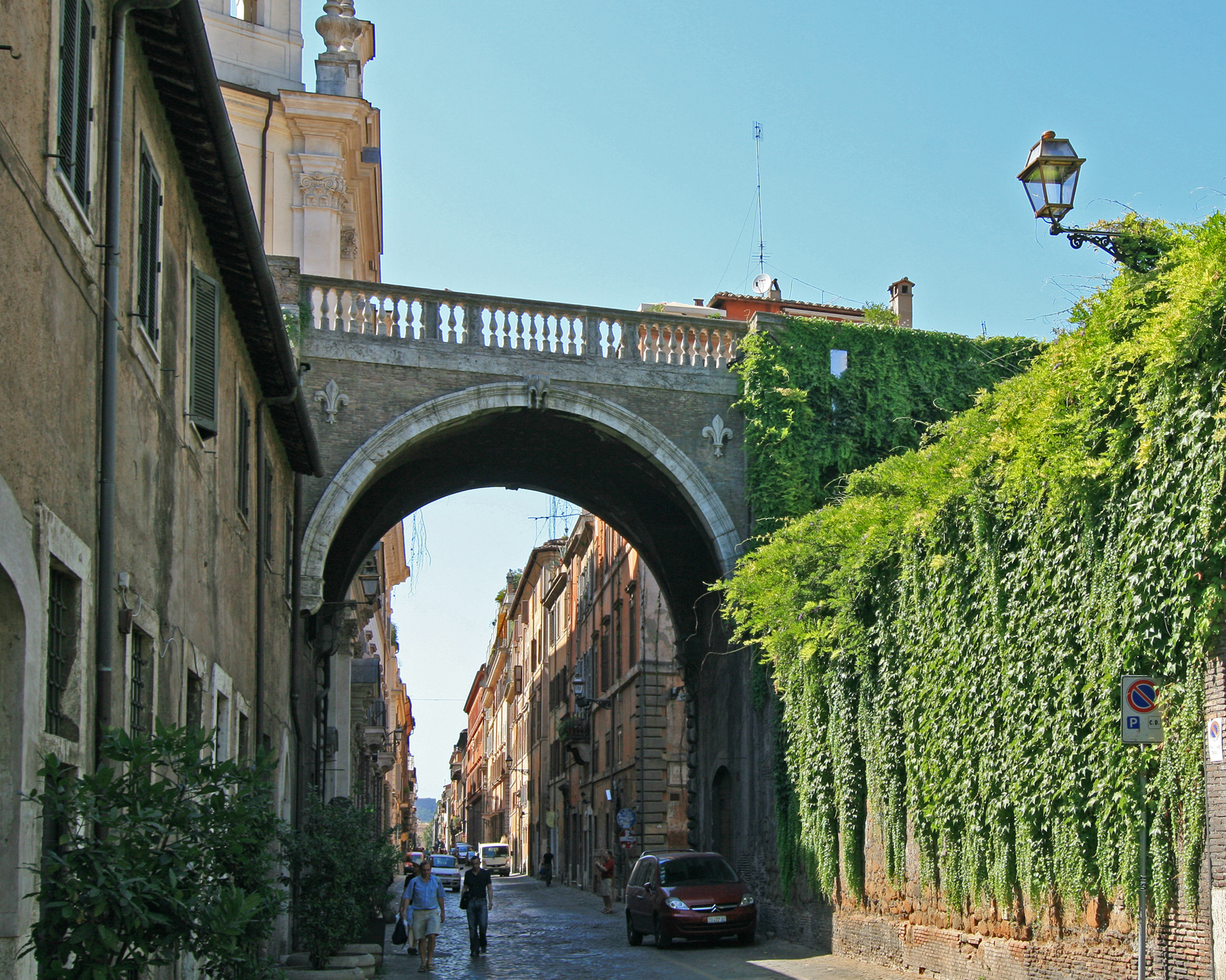
La Via Giulia amb l'Arc Farnese

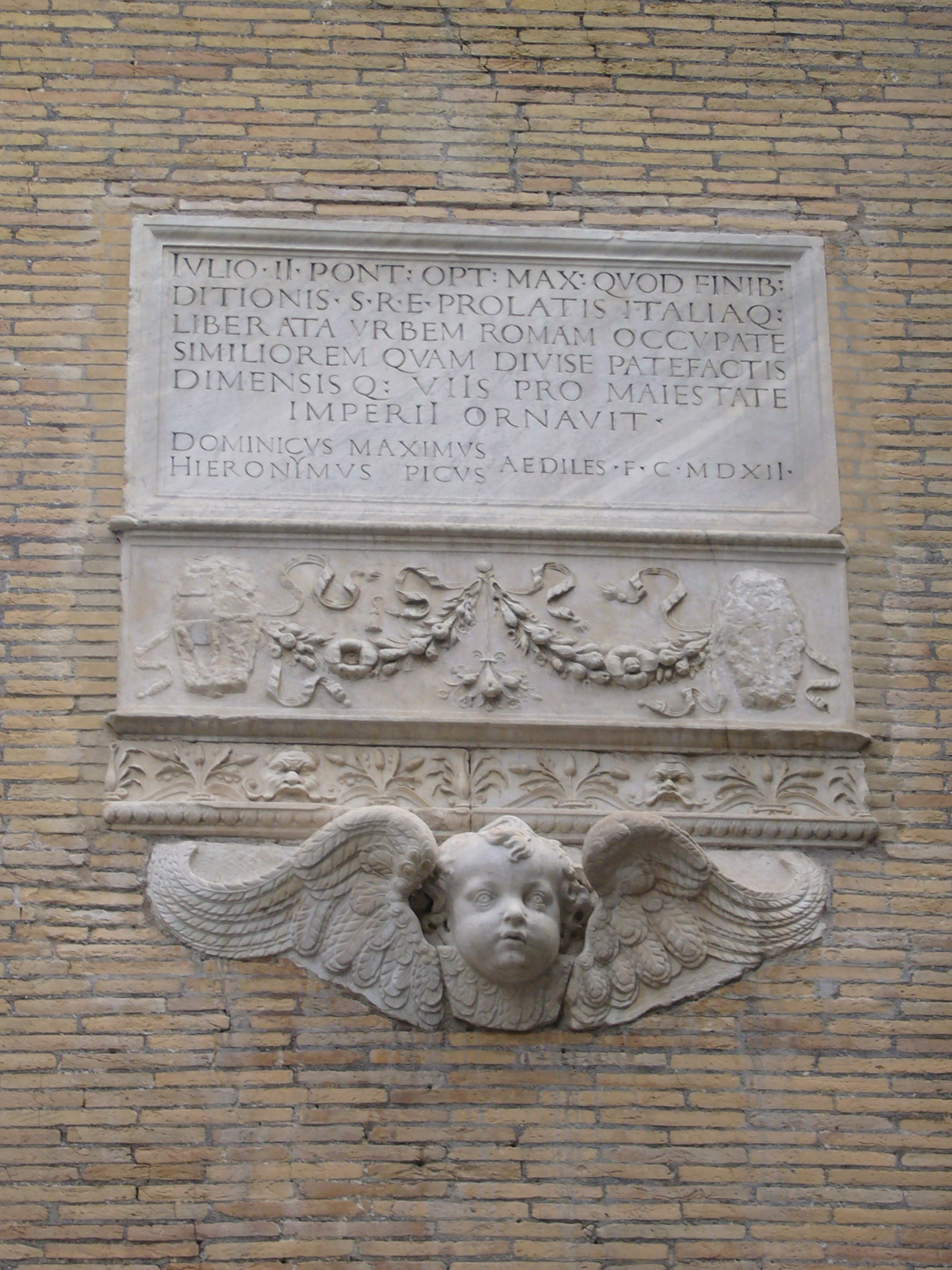
Memòria de les obres de Julio II (1512).

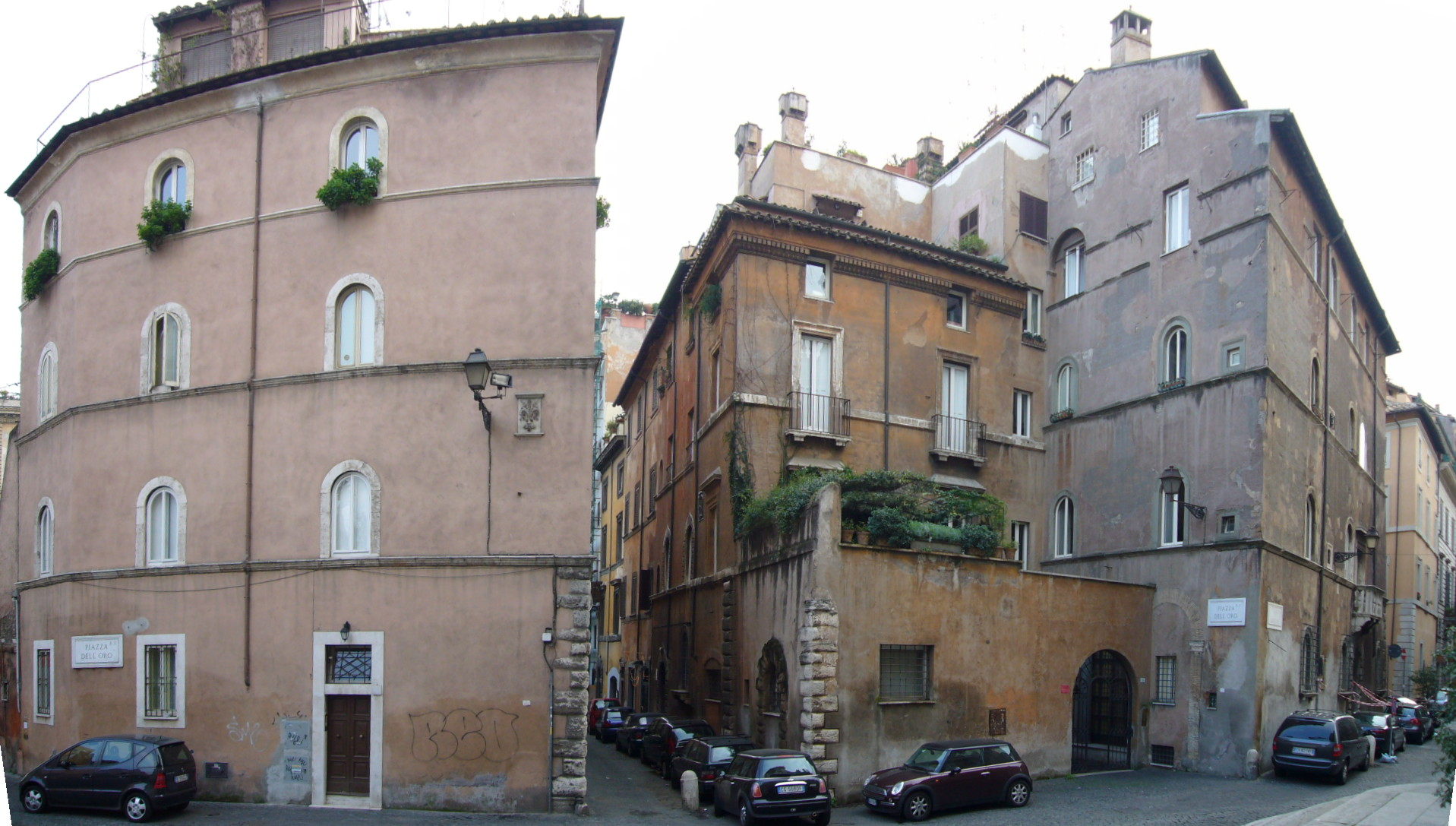
Li casi dei Fiorentini a Ponte

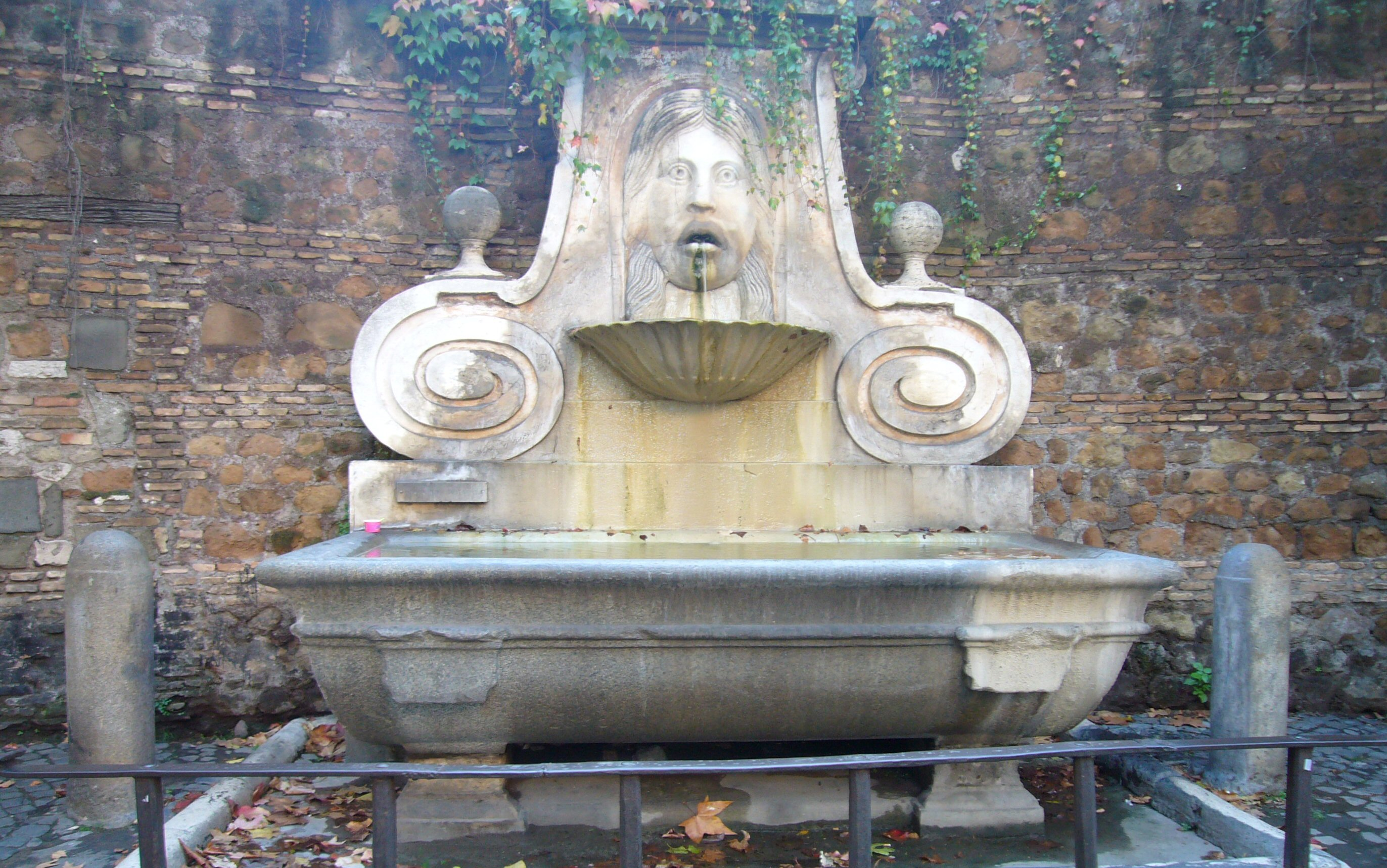
La font del mascherone

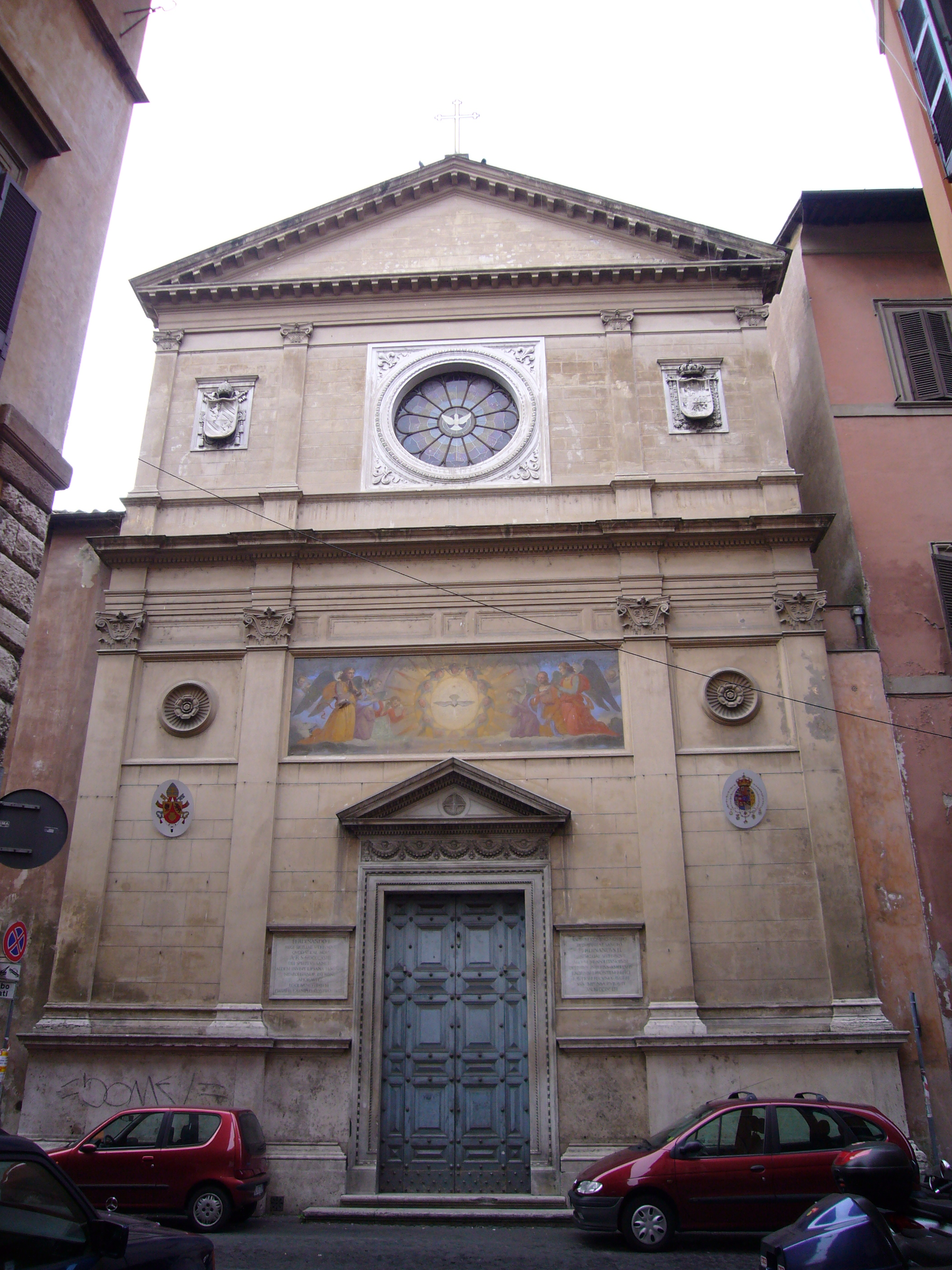
Chiesa dello Spirito Sant dei Napoletani

La Via Giulia és un carrer del centre històric de Roma, que té una longitud d'aproximadament un quilòmetre. Es troba gairebé íntegrament en el rione Regola.

## Història
El carrer va ser projectat i construïda en part pel papa Juli II amb l'objectiu d'obrir un nou carrer al centre de la ciutat. S'allarga des del Pont Sisto fins l'església de San Giovanni dei Fiorentini. El Pont Sisto va ser construït per ordre del Papa Sixt IV, i inaugurat l'any 1475. Va ser l'únic pont que creua el Tíber construït des de la Caiguda de l'Imperi Romà d'Occident, i l'últim construït fins al segle xix. Es va convertir en el carrer més transitat, amb els nous edificis de comerciants i banquers, i la presència de la comunitat florentina, amb les seves cases, esglésies i confraries. Actualment és un dels carrers més luxosos de Roma.
L'any 1508 la Via Giulia formava part del programa de Juli II per la renovació de Roma i la creació de una monarquia absoluta de l'Estat Pontifici.
Per alliberar al papat de la dependència de les grans famílies romanes, es va recórrer a els banquers toscans, desvinculats de les famílies Orsini i Colonna i a Agostino Chigi. La reorganització de Roma formava part del projecte global de Juli II, ja que la falta de modernització de la ciutat es feia visible amb el creixement econòmic de la ciutat.
Donato Bramante, que estava treballant en la nova Basílica de Sant Pere, en l'altra riba del riu, va elaborar un projecte detallat del carrer.
Al mateix temps s'unia el port fluvial de Ripa Gran i la nova Via della Lungara. La Via della Lungara es va crear sobre el recorregut d'un antic carrer romà i es va unir a la Via Giulia mitjançant el Ponte Sisto, per transportar les mercaderies d'una manera segura i convenient.

Mort Juli II, la Via Giulia es va convertir en un carrer de cases modestes amb jardins darrere d'aquestes, construïdes per propietaris privats o per confraries. El 1540 Michelangelo Buonarroti va elaborar el projecte dels jardins del Palazzo Farnese que havien d'unir-se amb un pont a la Villa dei Farnese, a l'altra riba del riu, la Villa Farnesina. L'elegant arc que cobreix la Via Giulia pertany a aquest projecte, mai realitzat.
L'any 2008 es va celebrar el cinquè centenari de la creació de la Via Giulia amb diferents events.

## Monuments i llocs d'interès

### Esglésies i oratoris
- Spirito Sant dei Napoletani
- Santa Maria dell’Orazione i Morte
- Santa Caterina dona Siena
- Sant'Eligio degli Orefici
- Sant Filippo Neri
- Oratorio del Gonfalone
- Santa Maria del Suffragio
- Sant Biagio degli Armeni
- Sant Giovanni dei Fiorentini

### Palaus
- Palazzo Spada, amb la Galleria Spada i la Prospettiva del Borromini
- Palazzo Farnese, seu de l'Ambaixada de França
- Palazzo Falconieri
- Palazzo Cisterna
- Palazzo Varese
- Palazzo Ricci
- Palazzo del Collegio Spagnolo
- Palazzo Donarelli
- Palazzo Sacchetti
- Palazzo Medici Clarelli

### Altres
- Un arc de mig punt (sota el Pont de Michelangelo)
- Les noves presons (actualment seu del Museu Criminològic)
- La fontana del Mascherone
- Una placa que indica el pomerium o límit de la ciutat en el temps de l'emperador Claudio[2]